# Divékrudnó
Divékrudnó (1899-ig Nyitra-Rudnó, szlovákul Nitrianske Rudno) község Szlovákiában, a Trencséni kerületben, a Privigyei járásban. 1924-ben történt Nyitrarudnó és Kresztyánfalu (szk. Kršťanová) egyesítése.

## Fekvése
Privigyétől 14 km-re északnyugatra, a Nyitrica-patak partján fekszik.

## Története

### Nyitrarudnó
A régészeti leletek tanúsága szerint területén már az újkőkorban is éltek emberek és területe a 9. század óta folyamatosan lakott.
1275-ben „Ruda” néven említik először.
A 18. század végén Vályi András így ír róla: „RUDNO. Tót falu Nyitra Várm. földes Ura B. Splényi, és Rudnyai Uraságok, lakosai katolikusok; postája is van; határja ollyan, mint Dávid Újfalué.”
Fényes Elek 1851-ben kiadott geográfiai szótárában így ír a faluról: „Rudnó, tót falu, Nyitra vgyében, 152 kath., 4 evang. lak., kath. paroch. templommal és kastélylyal. F. u. a Rudnay és Divéky család. Ut. p. Privigye.”
Borovszky Samu monográfiasorozatának Nyitra vármegyét tárgyaló része szerint: „Nyitra-Rudnó, a rudnói völgyben fekvő tót falu 274 r. kath. vallásu lakossal. Postája helyben van, táviró és vasúti állomás Nyitra-Novák. Van kath. temploma, mely 1802-ben és izr. imaháza, mely 1874-ben épült. A templom kegyura a vallásalap. A községben két régi kuriális épület van. Az egyik Rudnay Józsefé, a másik Sporzon Ernőé. Földesura már 1275-ben a Divék nemzetség volt; később az ezektől származó Rudnayak és jelenleg is Rudnay Dénesnek van itt nagyobb birtoka.”
A trianoni diktátumig Nyitra vármegye Privigyei járásához tartozott.
1924-ben egyesítették Kresztyánfaluval.

### Kresztyánfalu (Terestyénfalu)
A 18. század végén Vályi András így ír róla: „KRESTYÁNFALVA. Tót falu Nyitra Vám. Földes Ura Turcsányi Uraság, lakosai katolikusok, fekszik R. Lehotához nem meszsze, ’s annak filiája, határja középszerű, fájok, legelőjök elég van, piatzok Oszlányon.”
Fényes Elek 1851-ben kiadott geográfiai szótárában így ír a faluról: „Krsztyánfalva, (Krsztanovisza), Nyitra m. tót falu, 239 kath. lak. F. u. többen. Ut. p. Privigye.”
Borovszky Samu monográfiasorozatának Nyitra vármegyét tárgyaló része szerint: „Krstyánfalu, a Belanka-patak völgyében, Rudnó mellett, a Rokos-hegy alatt fekvő tót község 212 r. kath. vallásu lakossal. Posta-, táviró- és vasúti állomása Nyitra-Novák. E község 1343-ban egy helyen »Christinensis«, egy másik oklevélben pedig »Christinenfalva« név alatt mint a Divék nemzetség birtoka szerepel. Van itt egy régi nemesi kuria, melyet a Turcsányiak építtettek; jelenleg Kubinyi Gusztáv tulajdona. Földesurai a Turcsányiak voltak.”
A trianoni diktátumig Nyitra vármegye Privigyei járásához tartozott.
1924-ben egyesítették Nyitrarudnóval.

## Népessége
| Év:            | 1994. | 2004.   | 2014.   | 2024.   |
| -------------- | ----- | ------- | ------- | ------- |
| Emberek száma: | 1827  | 1960    | 1939    | 1911    |
| Eltérés:       |       | +7,27 % | -1,07 % | -1,44 % |

| Év:            | 2023. | 2024.   |
| -------------- | ----- | ------- |
| Emberek száma: | 1899  | 1911    |
| Eltérés:       |       | +0,63 % |

1880-ban 288 lakosából 3 magyar és 219 szlovák anyanyelvű; Terestyénfalvát 213-an lakták, ebből 3 magyar és 186 szlovák anyanyelvű volt.
1890-ben 274-en lakták: 19 magyar és 196 szlovák anyanyelvű volt. Terestyénfalva 212 lakosából 1 magyar és 185 szlovák anyanyelvű.
1900-ban 263 lakosából 24 magyar és 191 szlovák anyanyelvű; Terestyénfalvát 254-en lakták, ebből 5 magyar és 231 szlovák anyanyelvű volt.
1910-ben 326-an lakták: 70 magyar és 240 szlovák anyanyelvű volt. Terestyénfalva 286 lakosából 7 magyar és 267 szlovák anyanyelvű.
1921-ben 733-an lakták, ebből 3 német, 7 magyar, 20 zsidó és 700 csehszlovák; valamint 704 római katolikus, 20 izraelita, 8 evangélikus és 1 egyéb vallású volt.
1930-ban 679 lakosából 660 csehszlovák volt.
1991-ben 1762 lakosából 1747 szlovák volt.
2001-ben 1900 lakosából 1882 szlovák volt.
2011-ben 1952 lakosából 1885 szlovák volt.
2021-ben 1925 lakosából 1894 (+2) szlovák, 2 (+1) magyar, (+1) cigány, (+1) ruszin, 10 (+4) egyéb és 19 ismeretlen nemzetiségű volt.

## Neves személyek
- Nyitrarudnón született 1889-ben Turchányi Imre ügyvéd, földbirtokos, politikus, országgyűlési képviselő.

## Nevezetességei
- Szent István király tiszteletére szentelt római katolikus temploma 1804 és 1816 között épült klasszicista stílusban, a korábbi fatemplom helyén.
- Zsinagógája a 19. század második felében épült.